# Ulnariaceae
Famille
Les Ulnariaceae sont une famille d'algues de l'embranchement des Bacillariophyta (Diatomées), de la classe des Bacillariophyceae et de l’ordre des Licmophorales.

## Étymologie
Le nom de la famille vient du genre type Ulnaria, qui vient du latin ulna, « avant-bras ; bras », et du suffixe latin -aria, « relatif à », par allusion à l'ulna, l'un des deux os de l'avant-bras appelé cubitus dans le langage courant, sans doute en référence à la ressemblance de cette diatomée avec cet os.  

## Systématique
La famille des Ulnariaceae a été créée en 2015 par la botaniste britannique Eileen J. Cox (d) (1949-).

## Liste des genres
Selon AlgaeBase (7 mai 2022) :
- Catacombas D.M.Wiliams & Round, 1986
- Ctenophora (Grunow) D.M.Williams & Round, 1986
- Divergita Sabir & Theriot, 2018
- Falcula M.Voight, 1960
- Hannaea R.M.Patrick, 1966
- Hyalosynedra D.M.Williams & Round, 1986
- Stricosus Sabir & Theriot, 2018
- Tabularia (Kützing) D.M.Williams & Round, 1986
- Thalassioneis Round, 1990
- Trachysphenia P.Petit, 1877[note 1],[2]
- Ulnaria (Kutzing) Compère, 2001 - genre type